# لوكاس يغر
لوكاس جاغر (بالألمانية: Lukas Jäger)‏ (12 فبراير 1994 بالنمسا - ) هو لاعب كرة قدم نمساوي في مركز الدفاع. شارك مع منتخب النمسا تحت 17 سنة لكرة القدم ومنتخب النمسا تحت 18 سنة لكرة القدم ومنتخب النمسا تحت 19 سنة لكرة القدم ومنتخب النمسا تحت 21 سنة لكرة القدم. أما مع النوادي، فقد لعب مع نادي رايندورف آلتاخ ونادي نورنبرغ.

## وصلات خارجية
- لوكاس جاغر على موقع قاعدة بيانات كرة القدم.إي يو (الإنجليزية)
- لوكاس جاغر على موقع Soccerway.com (الإنجليزية)
- لوكاس جاغر على موقع عالم كرة القدم.نت (الإنجليزية)